# Maksymilian Lebek
Maksymilian Lebek (ur. 29 sierpnia 1943, zm. 6 października 2024) – polski hokeista, reprezentant Polski, trener hokejowy. 

## Kariera
- Górnik I GKS Katowice (1959-1963)
- Polonia Bydgoszcz (1963-1965)
- Górnik i GKS Katowice (1965-1976)

Wieloletni zawodnik GKS Katowice, związany z klubem od 1957. Po zakończeniu kariery został szkoleniowcem grup młodzieżowych w tym klubie. Jego wychowankami było wielu zawodników klubu.  Pracował także w Niemczech. W 2014 został trenerem drużyny seniorskiej HC GKS w rozgrywkach Polskiej Hokej Ligi edycji 2014/2015.

## Sukcesy
Klubowe
- Złoty medal mistrzostw Polski: 1960, 1962, 1968, 1970 z GKS Katowice
- Srebrny medal mistrzostw Polski: 1961, 1967, 1969 z GKS Katowice
- Brązowy medal mistrzostw Polski: 1963 z GKS Katowice, 1964, 1965 z Polonią Bydgoszcz, 1966, 1975 z GKS Katowice
- Puchar Polski: 1970 z GKS Katowice